# Университет Болу Абант Иззет Байсал
Университет Болу Абант Иззет Байсал — (тур: Bolu Abant İzzet Baysal Üniversitesi) — государственный университет в Болу (Турция). Университет является первым государственный университетом, финансируемый фондом, основанный Законом № 3837 от 3 июля 1992 года.
Это учреждение, предлагающее как традиционные, технологические, так и инновационные возможности, поддерживается высокобюджетными инвестициями. Университет имеет опытный преподавательский состав, соответствующий международным стандартам и предлагает своим студентам различные стипендиальные возможности с преимуществами.

## Академическая структура
Университет состоит из 4 институтов, 16 факультетов, 2 колледжей, 8 школ и 20 исследовательских центров.
Университет выдает международный диплом, котирующийся по всему миру и соответствует европейским стандартам.

### Институты
- Институт педагогических наук
- Институт медицинских наук
- Институт науки и технологий
- Институт социальных наук

### Факультеты
- Факультет сельского хозяйства и естественных наук
- Факультет архитектуры
- Факультет коммуникации
- Факультет стоматологии
- Факультет экономики и административных наук
- Факультет образования
- Инженерный факультет
- Факультет изящных искусств
- Факультет медицинских наук
- Юридический факультет
- Медицинский факультет
- Факультет науки и литературы
- Факультет спортивных наук
- Технологический факультет
- Факультет теологии
- Факультет туризма

### Колледжи
- Школа прикладных наук
- Школа иностранных языков

### Высшие школы
- Высшая школа Болу
- Школа технических наук Болу
- Высшая школа Гереде
- Школа здравоохранения имени Мехмета Танрыкулу
- Менгенская школа
- Школа Мудурну Сурейя Астарджи
- Школа имени Себена Иззата Байсала
- Высшая школа Еничага Яшара Челика

## Кампусы
Университет имеет кампусы в центре города и трех районах Болу (Гереде, Менген, Мудурну). Главный кампус университета, а именно кампус Иззета Байсала, расположен в Гёлькёе, что в 8 км от центра города.

## Рейтинги
Занимая 46-е место среди 50 лучших университетов Турции согласно оценке URAP 2020-2021, университет вошел в число 200 лучших университетов мира в категории «Квалифицированное образование» в отчете Times Higher Education «University Impact Rankings 2020».

## Ректоры
- Профессор доктор Кемаль Гючлюол (ректор-основатель) (1992–1997 годы)
- Профессор доктор Нихат Билген (1998–2002)
- Профессор доктор Яшар Акбийык (2002–2006)
- Профессор доктор Атилла Кылыч (2006–2010)
- Профессор доктор Хайри Джошкун (2010-2017)
- Профессор доктор Мустафа Алишарлы (2017-)